# Episodi di Max Headroom (prima stagione)
In Italia, la serie avrebbe dovuto essere trasmessa ogni lunedì, a partire dal 2 gennaio 1989; la trasmissione si sarebbe dovuta concludere lunedì 3 aprile 1989 con la messa in onda dell'ultimo episodio della seconda stagione. Questa programmazione venne rispettata solamente per i primi 4 episodi; a partire dal quinto episodio, la serie venne spostata al martedì. Infine, essa restò nel palinsesto ufficiale fino al decimo episodio, trasmesso il 14 marzo 1989, per poi essere cancellata: gli ultimi 4 episodi vennero trasmessi in modo saltuario, non si sa se già nel corso del 1989, oppure solamente in occasione delle repliche trasmesse nel 1992 e nel 1993.
Alcuni episodi in Italia vennero trasmessi in ordine differente rispetto alla trasmissione originale: il terzo episodio venne trasmesso per secondo e viceversa; il quarto venne trasmesso per sesto, e di conseguenza gli originali quinto e sesto episodio divennero il quarto e il quinto.
Di seguito la lista degli episodi della prima stagione:
| nº | Titolo originale | Titolo italiano      | Prima TV USA   | Prima TV Italia  |
| -- | ---------------- | -------------------- | -------------- | ---------------- |
| 1  | Blipverts        | Blipverts            | 31 marzo 1987  | 2 gennaio 1989   |
| 2  | Rakers           | Rakers infernale     | 7 aprile 1987  | 16 gennaio 1989  |
| 3  | Body Banks       | La banca dei corpi   | 14 aprile 1987 | 9 gennaio 1989   |
| 4  | Security Systems | Sistemi di sicurezza | 21 aprile 1987 | 14 febbraio 1989 |
| 5  | War              | Guerra               | 28 aprile 1987 | 23 gennaio 1989  |
| 6  | The Blanks       | I Blanks             | 5 maggio 1987  | 31 gennaio 1989  |